# BMT/IND Archer Avenue Line

Trois lignes (services) empruntent la section Archer Avenue Line.

BMT/IND Archer Avenue Lines regroupe deux lignes : BMT Archer Avenue Lines et IND Archer Avenue Lines (au sens de sections du réseau) du métro de New York qui sont installées essentiellement sous l'Archer Avenue dans le quartier de Jamaica situé dans le Queens. Imaginées dans le cadre des plans d'expansion du réseau de la Metropolitan Transportation Authority en 1968, elles furent inaugurées le 11 décembre 1988. Les deux lignes sont la BMT Archer Avenue Line, rattachée à l'ancien réseau de la Brooklyn-Manhattan Transit Corporation et l'IND Archer Avenue Line, rattachée à l'ancien Independent Subway System.
Les deux lignes sont construites sur des niveaux différents, et sont empruntées par des lignes de l'IND Queens Boulevard Line dans la section supérieure, et de la BMT Jamaica Line dans la section inférieure. Les deux niveaux n'étant pas reliés entre eux, les deux sections sont totalement indépendantes. Elles sont empruntées par les lignes (services) E, J et Z.